# Riserva speciale di Manongarivo
La riserva speciale di Manongarivo è un'area naturale protetta del Madagascar nord-occidentale. Sorge nella regione di Diana, a 35 km dalla città di Ambanja

## Territorio
Dal massiccio del Manongarivo prendono origine i fiumi Andranomalaza, Manongarivo, Djangoa, Ambahatra, Antsahankolana nonché numerosi affluenti del fiume Sambirano.

## Flora
La riserva ospita 167 specie di briofite, 206 specie di pteridofite, 1433 specie di fanerogame.
Il massiccio del Marongarivo è il locus typicus della takhtajania (Takhtajania perrieri), un arbusto sempreverde aromatico della famiglia  Winteraceae, endemico del Madagascar, considerato una delle più antiche piante angiosperme esistenti; il primo esemplare conosciuto di questa pianta fu raccolto nel 1909 ad un'altezza di 1700 metri.

## Fauna
Nella riserva sono presenti 10 differenti specie di lemuri (Microcebus sambiranensis, Cheirogaleus major, Phaner furcifer, Lepilemur dorsalis, Hapalemur griseus, Eulemur fulvus, Eulemur macaco, Eulemur rubriventer, Avahi occidentalis e Daubentonia madagascariensis). Alti mammiferi presenti sono la mangusta dalla coda ad anelli (Galidia elegans) e l'elusivo fossa (Cryptoprocta ferox).
Sono inoltre presenti 103 specie di uccelli, tra i quali merita una menzione l'asite di velluto (Philepitta castanea), 31 specie di anfibi (tra cui Aglyptodactylus securifer, Boophis axelmeyeri, Boophis andreonei e Cophyla milloti), 39 specie di rettili (tra cui Brookesia bekolosy , Brookesia betschi, Brookesia ebenaui, Brookesia minima, Calumma boettgeri, Lygodactylus madagascariensis e Phelsuma seippi).